# Angela championi
Angela championi är en bönsyrseart som beskrevs av Henri Saussure och Leo Zehntner 1894. Angela championi ingår i släktet Angela och familjen Mantidae. Inga underarter finns listade i Catalogue of Life.